# Аббакумово (Гусь-Хрустальный район)
Аббакумово — деревня в Гусь-Хрустальном районе Владимирской области России, входит в состав Муниципального образования «Посёлок Уршельский».

## География
Деревня расположена на берегу реки Поль в 14 км на юго-восток от центра поселения посёлка Уршельский и в 18 км на запад от Гусь-Хрустального. 

## История
В конце XIX — начале XX века деревня входила в состав Ягодинской волости Судогодского уезда. В 1859 году в деревне числилось 5 дворов, в 1905 году — 14 дворов. 
С 1929 года деревня являлась центром Аббакумовского сельсовета Гусь-Хрустального района, с 2005 года — в составе Муниципального образования «Посёлок Уршельский».

## Население
| 1859 | 1905 | 1926 | 2002 | 2010 | 2021 |
| ---- | ---- | ---- | ---- | ---- | ---- |
| 36   | ↗66  | ↗111 | ↗125 | ↘117 | →117 |

## Инфраструктура
В деревне находятся Аббакумовская основная общеобразовательная школа, фельдшерско-акушерский пункт, отделение федеральной почтовой связи, участковый пункт полиции. 